# UD Melilla
Az UD Melilla, teljes nevén Unión Deportiva Melilla egy spanyol labdarúgócsapat. A klubot 1943-ban alapították, 1976-ban újjáalakult. Jelenleg a harmadosztályban szerepel, székhelye Melilla városa.

## Statisztika

### 1976 előtt
| Szezon  | Osztály | Poz. | Copa del Rey |
| ------- | ------- | ---- | ------------ |
| 1949/50 | 3ª      | 2.   |              |
| 1950/51 | 2ª      | 10.  |              |
| 1951/52 | 2ª      | 8.   |              |
| 1952/53 | 2ª      | 5.   |              |
| 1953/54 | 2ª      | 13.  |              |

| Szezon  | Osztály | Poz. | Copa del Rey |
| ------- | ------- | ---- | ------------ |
| 1976/77 | 3ª      | 16.  |              |
| 1977/78 | 3ª      | 4.   |              |
| 1978/79 | 3ª      | 2.   |              |
| 1979/80 | 3ª      | 10.  |              |
| 1980/81 | 3ª      | 3.   |              |
| 1981/82 | 3ª      | 8.   |              |
| 1982/83 | 3ª      | 4.   |              |
| 1983/84 | 3ª      | 10.  |              |
| 1984/85 | 3ª      | 3.   |              |
| 1985/86 | 3ª      | 8.   |              |
| 1986/87 | 3ª      | 3.   |              |
| 1987/88 | 2ªB     | 7.   |              |
| 1988/89 | 2ªB     | 15.  |              |
| 1989/90 | 2ªB     | 2.   |              |
| 1990/91 | 2ªB     | 6.   |              |
| 1991/92 | 2ªB     | 14.  |              |
| 1992/93 | 2ªB     | 15.  |              |
| 1993/94 | 2ªB     | 15.  |              |

| Szezon  | Osztály | Poz. | Copa del Rey |
| ------- | ------- | ---- | ------------ |
| 1994/95 | 2ªB     | 12.  |              |
| 1995/96 | 2ªB     | 12.  |              |
| 1996/97 | 2ªB     | 11.  |              |
| 1997/98 | 2ªB     | 5.   |              |
| 1998/99 | 2ªB     | 1.   |              |
| 1999/00 | 2ªB     | 9.   |              |
| 2000/01 | 2ªB     | 8.   |              |
| 2001/02 | 2ªB     | 16.  |              |
| 2002/03 | 2ªB     | 14.  |              |
| 2003/04 | 2ªB     | 7.   |              |
| 2004/05 | 2ªB     | 8.   |              |
| 2005/06 | 2ªB     | 8.   |              |
| 2006/07 | 2ªB     | 9.   |              |
| 2007/08 | 2ªB     | 7.   |              |
| 2008/09 | 2ªB     | 6.   |              |
| 2009/10 | 2ªB     | 2.   |              |
| 2010/11 | 2ªB     | —    | 3. kör       |

| Szezon  | Osztály | Poz. | Copa del Rey |
| ------- | ------- | ---- | ------------ |
| 1976/77 | 3ª      | 16.  |              |
| 1977/78 | 3ª      | 4.   |              |
| 1978/79 | 3ª      | 2.   |              |
| 1979/80 | 3ª      | 10.  |              |
| 1980/81 | 3ª      | 3.   |              |
| 1981/82 | 3ª      | 8.   |              |
| 1982/83 | 3ª      | 4.   |              |
| 1983/84 | 3ª      | 10.  |              |
| 1984/85 | 3ª      | 3.   |              |
| 1985/86 | 3ª      | 8.   |              |
| 1986/87 | 3ª      | 3.   |              |
| 1987/88 | 2ªB     | 7.   |              |
| 1988/89 | 2ªB     | 15.  |              |
| 1989/90 | 2ªB     | 2.   |              |
| 1990/91 | 2ªB     | 6.   |              |
| 1991/92 | 2ªB     | 14.  |              |
| 1992/93 | 2ªB     | 15.  |              |
| 1993/94 | 2ªB     | 15.  |              |

| Szezon  | Osztály | Poz. | Copa del Rey |
| ------- | ------- | ---- | ------------ |
| 1994/95 | 2ªB     | 12.  |              |
| 1995/96 | 2ªB     | 12.  |              |
| 1996/97 | 2ªB     | 11.  |              |
| 1997/98 | 2ªB     | 5.   |              |
| 1998/99 | 2ªB     | 1.   |              |
| 1999/00 | 2ªB     | 9.   |              |
| 2000/01 | 2ªB     | 8.   |              |
| 2001/02 | 2ªB     | 16.  |              |
| 2002/03 | 2ªB     | 14.  |              |
| 2003/04 | 2ªB     | 7.   |              |
| 2004/05 | 2ªB     | 8.   |              |
| 2005/06 | 2ªB     | 8.   |              |
| 2006/07 | 2ªB     | 9.   |              |
| 2007/08 | 2ªB     | 7.   |              |
| 2008/09 | 2ªB     | 6.   |              |
| 2009/10 | 2ªB     | 2.   |              |
| 2010/11 | 2ªB     | —    | 3. kör       |

## Jelenlegi keret
| #  |     | Poszt | Név                 |
| -- | --- | ----- | ------------------- |
| 1  | TTO | K     | Dorronsoro          |
| 2  | ESP | K     | Amarito             |
| 3  | ESP | V     | Sergio Rodríguez    |
| 4  | ESP | V     | Javier Herreros     |
| 5  | ESP | V     | Mahanan             |
| 6  | ESP | V     | Quinín              |
| 7  | ESP | V     | Cristian Castells   |
| 8  | ESP | V     | José Antonio Llamas |
| 9  | FRA | CS    | Hans Dibi           |
| 10 | ESP | V     | Rubén López         |
| 11 | ESP | V     | Zamorano            |
| 12 | ESP | KP    | Alex Fernández      |
| 13 | ESP | KP    | Carlos Ruiz         |
| 14 | CHA | KP    | Mahamat Azrack      |

| #  |         | Poszt | Név             |
| -- | ------- | ----- | --------------- |
| 15 | ESP     | KP    | Ximo Enguix     |
| 16 | ESP     | KP    | David Vázquez   |
| 17 | ESP     | KP    | Sufian Mohand   |
| 18 | CZE     | KP    | Coke Arns       |
| 19 | ESP     | KP    | Víctor Bravo    |
| 20 | ESP     | CS    | Andrés Ramos    |
| 21 | ESP     | CS    | Honorio         |
| 22 | Libéria | CS    | Chota           |
| 23 | ESP     | CS    | Joan Oller      |
| 24 | ESP     | CS    | Nacho Aznar     |
| 25 | ESP     | CS    | Guille Roldán   |
| 26 | Kongó   | CS    | Edouard Kabamba |

## Ismertebb játékosok
- Nicolás Chietino
- Diego Gottardi
- Pablo Guede
- Martín Mandra
- Pedro Iarley
- Luisao Santos
- Teodorico Pérez
- Miguel Lobà
- Owusu Afriyie
- José Mari
- Iván Rosado
- Manuel Ruiz
- Ibón Pérez
- David Vidal
- Rubén Yuste
- Chota
- Paulino

## Ismertebb vezetőedzők
- Alvarito
- Juan Ramón López Caro

## Külső hivatkozások
- Hivatalos weboldal (spanyolul)
- Futbolme (spanyolul)